# Telangana Shakuntala
Telangana Shakuntala (en telugu: తెలంగాణ శకుంతల) (1951 - 14 de junio de 2014) fue una actriz india de cine en télugu. Era conocida por su roles cómicos y de villana en la industria de Tollywood. Era muy popular por su capacidad para hablar en dialecto telangana. Ella fue bien recibida por películas como Osey Ramulamma, Nuvvu Nenu, Okkadu y Veede. También actuó en películas habladas en tamil.

## Vida personal
Estaba casada y tenía una hija y un hijo.

## Muerte
Telangana Shakuntala sufrió un paro cardíaco en su residencia en Hyderabad en la mañana del 14 de junio de 2014. Fue admitida en Narayana Hrudayalaya alrededor de las 2:30 AM IST, donde fue declarada muerta a su llegada.

## Filmografía
- 2014 - Pandavulu Pandavulu Tummeda (película telugu)
- 2013 - Chandee (película telugu)
- 2013 - Emaindi Eevela (Telugu)
- 2013 - Sound Party (Telugu)
- 2013 - Rayalaseema Express (Telugu)
- 2013 - Amma Yellamma (Telugu)
- 2013 - Naa Anevaadu (Telugu)
- 2012 - Peoples War (Telugu)
- 2012 - Aada Paandavulu (Telugu)
- 2012 - Guruvaram (Telugu)
- 2012 - Ee Vesavilo O Prema Katha (Telugu)
- 2011 - Rajanna (Telugu)
- 2011 - Pilla Dorikithe Pelli (Telugu)
- 2010 - Panchakshari (Telugu)
- 2010 - Buridi (Telugu)
- 2010 - Maa Nanna Chiranjeevi (Telugu)
- 2010 - Kalyanram Kathi (Telugu)
- 2010 - Glamour (Telugu)
- 2010 - Neeku Naaku (Telugu)
- 2010 - Ranga The Donga (Telugu)
- 2010 - Bindaas (Telugu)
- 2010 - Sivangi (Telugu)
- 2010 - Chapter 6 (Telugu)
- 2010 - Komaram Bheem (Telugu)
- 2010 - Happy Happy Ga (Telugu)
- 2010 - Andhra Kiran Bedi (Telugu)
- 2010 - Okka Kshanam (Telugu)
- 2010 - Bramhalokam to Yamalokam via Bhulokam (Telugu)
- 2009 - Maska (Telugu)
- 2009 - Evaraina Epudaina (Telugu)
- 2009 - Machak Kaalai (Tamil)
- 2009 - A Aa E Ee (Athanu Aame Intalo Eeme) (Telugu)
- 2009 - Nirnayam 2009 (Telugu)
- 2009 - Kavi (Telugu)
- 2009 - Current (Telugu)
- 2009 - Bendu Apparao R.M.P (Telugu)
- 2009 - Pista (Telugu)
- 2008 - Sidhu From Srikakulam (Telugu)
- 2008 - Kuberulu (Telugu)
- 2008 - Ankusham (Telugu)
- 2008 - Jabilamma (Telugu)
- 2008 - Mallepuvvu (Telugu)
- 2007 - Lakshmi Kalyanam (Telugu)
- 2007 - Viyyalavari Kayyalu (Telugu)
- 2007 - Desamuduru (Telugu)
- 2006 - Oka Vichitram (Telugu)
- 2006 - Annavaram (Telugu)
- 2006 - Srikrishna 2006 (Telugu)
- 2006 - Lakshmi (Telugu)
- 2005 - Sada Mee Sevalo (Telugu)
- 2005 - Evadi Gola Vadidhi (Telugu)
- 2005 - Okkade (Telugu)
- 2005 - Orey Pandu (Telugu)
- 2004 - Pallakilo Pelli Kuturu (Telugu)
- 2004 - Preminchukunnam Pelliki Randi (Telugu)
- 2004 - Donga Dongadhi (Telugu)
- 2004 - Adavi Ramudu (Telugu)
- 2003 - Okkadu (Telugu)
- 2003 - Simahachalam (Telugu)
- 2003 - Pellamto Panenti (Telugu)
- 2003 - Charminar (Telugu)
- 2003 - Gangotri (Telugu)
- 2003 - Sambu (Telugu)
- 2003 - Vishnu (Telugu)
- 2003 - Veede (Telugu)
- 2003 - Dhool (Tamil)
- 2003 - Abhimanyu (Telugu)
- 2002 - Netho Cheppalani (Telugu)
- 2002 - Kondaveeti Simhasanam (Telugu)
- 2002 - Sandade Sandadi (Telugu)
- 2001 - Nuvvu Nenu (Telugu)
- 2001 - Badrachalam (Telugu)
- 1996 - Gulabi (Telugu)
- 1987 - Aha Naa Pellanta (Telugu)
- 1979 - Maa Bhoomi (Telugu)